# Jasper Township (comté de Ralls, Missouri)
Jasper Township est un ancien township, situé dans le comté de Ralls, dans le Missouri, aux États-Unis,.
Le township est baptisé en référence à Jasper Smith, un pionnier.

### Source de la traduction
- (en) Cet article est partiellement ou en totalité issu de l’article de Wikipédia en anglais intitulé « Jasper Township, Ralls County, Missouri » (voir la liste des auteurs).